# Laßt uns leben
Laßt uns leben ist ein US-amerikanischer Kriminalfilm von John Brahm aus dem Jahr 1939 mit Maureen O’Sullivan, Henry Fonda und Ralph Bellamy in den Hauptrollen. Das Drehbuch des Films wurde aus der Harper’s Magazine-Geschichte Murder in Massachusetts von Joseph F. Dinneen aus dem Jahr 1936 über einen echten Kriminalfall adaptiert.
Columbia Pictures hatte eine viel größere Produktion geplant, doch nach politischem Druck des Staates Massachusetts wurden das Budget und die Publizität des Films erheblich gekürzt, und er wurde schließlich als B-Movie veröffentlicht.

## Handlung
Am Vorabend seiner Hochzeit mit der Kellnerin Mary Roberts wird der Taxifahrer „Brick“ Tennant zusammen mit 120 anderen Fahrern als Mordverdächtiger vernommen, weil ein Taxi als Fluchtwagen bei einem Theaterüberfall diente, bei dem ein Mann getötet wurde. Als einer der Zeugen schwört, dass Brick und sein Freund Joe Linden die Mörder waren, stellt der Bezirksstaatsanwalt, der eine Verurteilung anstrebt, die Taxifahrer vor Gericht, obwohl Brick und Mary zum Zeitpunkt des Raubüberfalls in einer Kirche waren. Obwohl unschuldig, werden Brick und Joe für schuldig befunden und zum Tod auf dem elektrischen Stuhl verurteilt. Mary weigert sich jedoch, die Hoffnung aufzugeben, und als sie eine Kugel aus einem anderen Raubüberfall findet, die mit der Mordwaffe abgefeuert wurde, überzeugt sie Polizeileutnant Everett, dass die falschen Männer verurteilt wurden. Um die Unschuld von Brick und Joe zu beweisen, suchen Everett und Mary nach den wahren Schuldigen. Als die Zeit seiner Hinrichtung näher rückt, verwandelt sich Brick von einem idealistischen Jugendlichen in einen Mann, dessen Glaube an das System erschüttert ist. Am Tag der Hinrichtung finden Mary und Everett endlich die wahren Schuldigen. Der Gouverneur begnadigt daraufhin Brick, doch obwohl sein Leben verschont blieb, kann sein Glaube nie wiederhergestellt werden.

## Hintergrund
Das Drehbuch des Films wurde aus der Harper’s Magazine-Geschichte „Murder in Massachusetts“ von Joseph F. Dinneen aus dem Jahr 1936 über einen echten Kriminalfall adaptiert. Im Jahr 1934 wurden zwei Taxifahrer aus Boston von mehreren Zeugen als die Täter identifiziert, die bei einem Theaterraub in Lynn, Massachusetts, einen Mann ermordet hatten. Ihr Prozess dauerte zwei Wochen und es schien wahrscheinlich, dass die beiden für schuldig befunden würden, wenn die wahren Mörder wegen eines anderen Verbrechens verhaftet und dann zum Raubmord an Lynn zugelassen wurden.